# Tournoi de Wimbledon 1888
 (décembre 2023).
Si vous disposez d'ouvrages ou d'articles de référence ou si vous connaissez des sites web de qualité traitant du thème abordé ici, merci de compléter l'article en donnant les références utiles à sa vérifiabilité et en les liant à la section « Notes et références ».
Résultats du Tournoi de Wimbledon 1888.

## Simple messieurs
Finale : Ernest Renshaw  Royaume-Uni bat Herbert Lawford  Royaume-Uni 6-3, 7-5, 6-0

## Simple dames
Finale : Lottie Dod  Royaume-Uni bat Blanche Bingley  Royaume-Uni 6-3, 6-3